# Осада Шартра (911)
Осада Шартра (фр. Siège de Chartres) — одно из сражений, произошедшее в 911 году во время вторжений викингов во Францию.

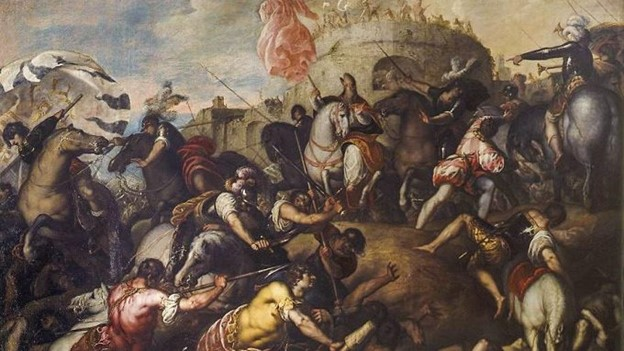
Осада Шартра в 911 г. Картина Алессандро Варотари (1618 г.)

Набеги викингов на Францию были не редким явлением, и франкским королям приходилось бороться с такими внезапными вторжениями в течение десятилетий. Весной 911 года (в апреле или мае) викинги под предводительством Ролло, которые, вероятно, проводили рейд в северо-центральной части Западной Франкии, начали осаду Шартра. Ролло сжёг прилегающую территорию, изолировав город и лишив его ресурсов, и начал осаду. Викинги расположились лагерем в долине реки Эр. Защитников города возглавил епископ Гантельм. 
Викинги обстреливали город из катапульт и проводили штурмы, но не добились своей цели до прибытия деблокадной армии в июле 911 года. Подошедшие западнофранкские войска состояли из французов, бургундцев и аквитанцев. Эти войска под совместным командованием герцога Роберта, герцога Ричарда Бургундского и графа Эбль де Пуатье сосредоточились к юго-востоку от Шартра.
В один из дней осажденные, выйдя через несколько ворот, внезапно напали на викингов, которых одновременно атаковали всадники Роберта. Основная часть викингов, оказавшись в окружении, была вынуждена сдаться. Ролло, бросивший своих людей, сбежал с горсткой прорвавшихся в Жефосс, а затем в Руан.
После победы при Шартре последовало наступление франков. Так как викинги продолжали оставаться достаточно грозной силой, король Западно-Франкского королевства Карл III Простоватый решил пойти на переговоры с Ролло. Соглашение было достигнуто в Сен-Клер-сюр-Эпт. Викинг получил земли нижней Сены с условием, что он будет защищать их от имени короля франков. Договор 911 года ознаменовал рождение герцогства Нормандия.